# Bez końca
Bez końca – polski film psychologiczny z 1984 w reżyserii Krzysztofa Kieślowskiego, zrealizowany na podstawie scenariusza napisanego przezeń wraz z Krzysztofem Piesiewiczem. Film Kieślowskiego i Piesiewicza jest poświęcony Polsce okresu stanu wojennego, widzianej zarówno oczyma wdowy po cenionym adwokacie (Grażyna Szapołowska), jak i zjawy tegoż adwokata (Jerzy Radziwiłowicz).
Pomimo że Bez końca był powszechnie krytykowany po premierze zarówno przez środowiska komunistyczne, jak i opozycyjne oraz katolickie, z czasem uległ częściowej rehabilitacji jako wstęp do dojrzałej fazy twórczości Kieślowskiego. Od Bez końca rozpoczęła się ustawiczna współpraca Kieślowskiego z Piesiewiczem oraz kompozytorem Zbigniewem Preisnerem.

## Fabuła

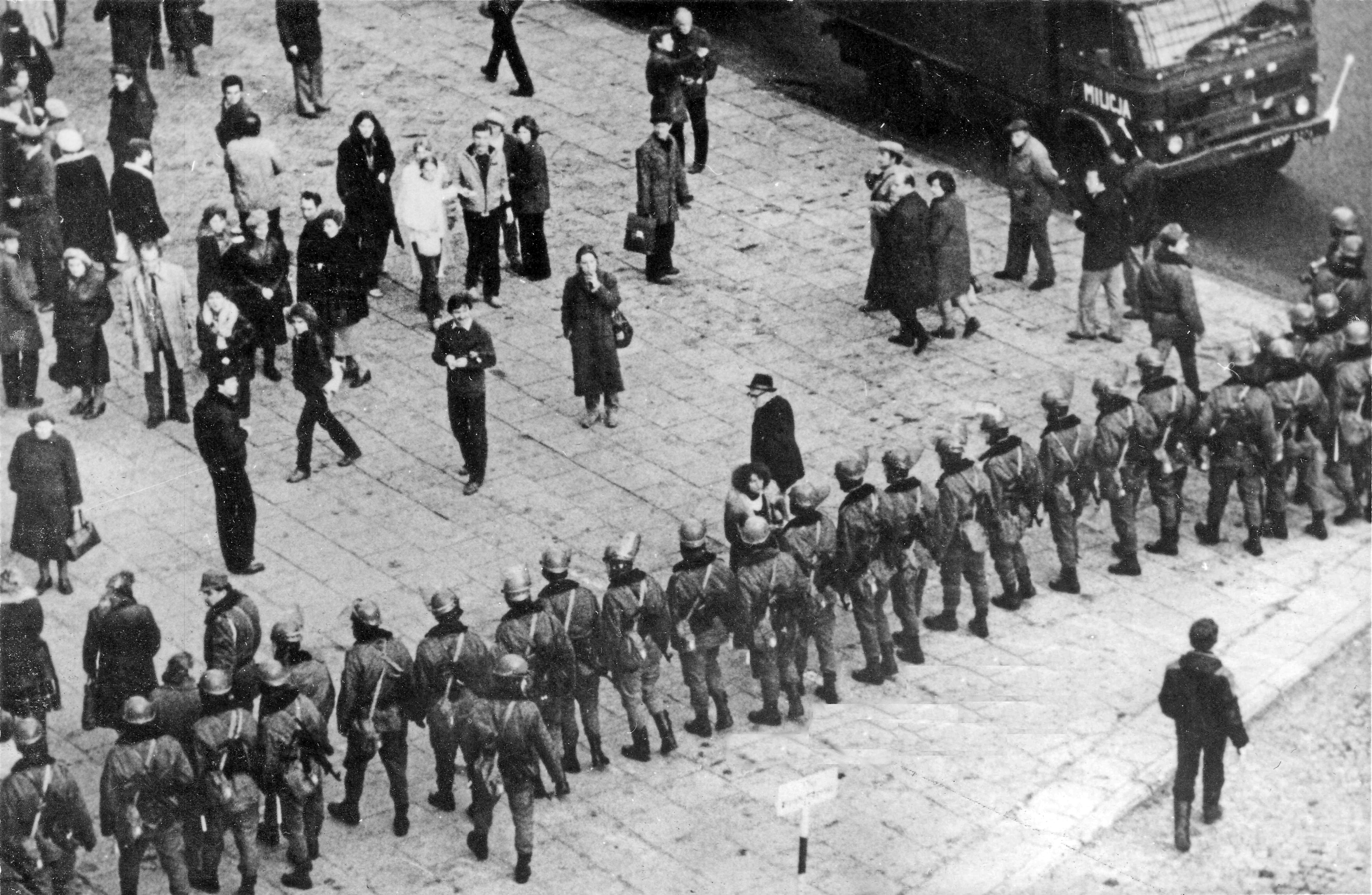
Fotografia z okresu stanu wojennego w Polsce

Akcja filmu toczy się w 1982, podczas stanu wojennego w Polsce. Bohaterką filmu jest Urszula, wdowa po przedwcześnie zmarłym, cenionym mecenasie Antonim Zyrze. Urszula stara się pomóc rodzinie Dariusza Stacha – młodego robotnika, aresztowanego i sądzonego w procesie politycznym. Stachowi grozi surowa kara za udział w strajku solidarnościowym. Urszula, wyczuwając obecność swego męża jako ducha, proponuje staremu adwokatowi Labradorowi, niechętnie zajmującemu się procesami politycznymi, zajęcie się obroną Stacha.
Labrador wyperswaduje niedoświadczonemu Stachowi otwarty bunt przeciwko systemowi na sali sądowej. Adwokat zadaje robotnikowi pytanie: „Nie poszliście na czołgi?”, a na odpowiedź: „To źle, panie mecenasie?” – odpowiada następująco: „Nie. To dobrze. Tylko trzeba dużo wytrzymać”. Stach, częściowo pod wpływem wskazówek udzielonych przez Labradora, składa zeznania w sądzie i pokornie godzi się na wyrok w zawieszeniu.
W międzyczasie Urszula zmaga się z traumą po śmierci Antoniego i tęskni do męża, a owej boleści nie jest w stanie zapobiec samotne wychowywanie syna Jacka. Dalsze życie staje się dla niej nieznośne. Urszula decyduje się na radykalny krok. Odprowadziwszy synka do matki, żegna się z nim, wraca do domu, zatyka otwory wentylacyjne w kuchni i w akcie samobójstwa odkręca kurek gazu. W ostatniej, onirycznej scenie dusza Urszuli spotyka ducha Antoniego, po czym oboje wychodzą na leśną polanę i oddalają się w nieznanym kierunku.

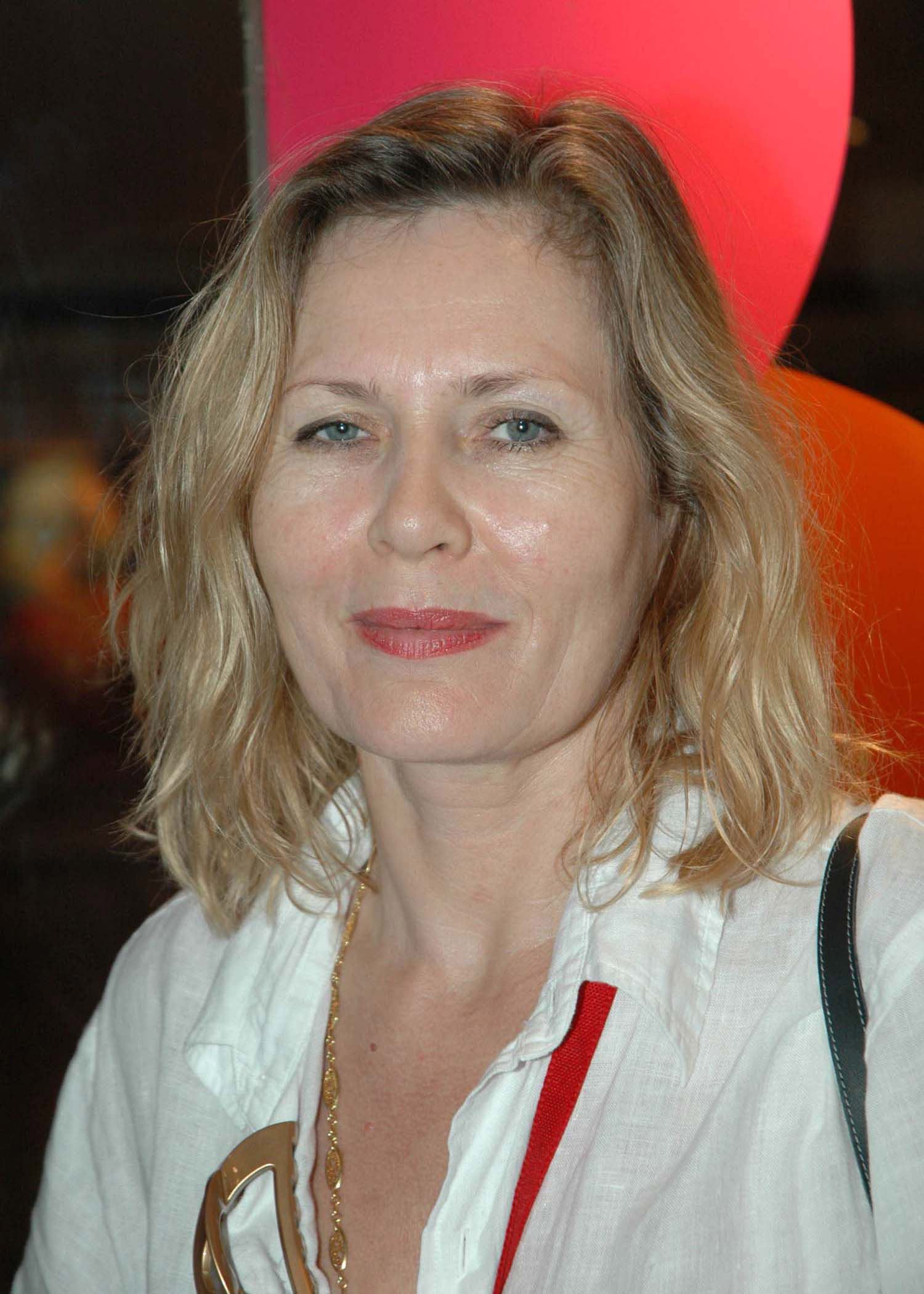
Grażyna Szapołowska, odtwórczyni głównej roli żeńskiej (2006)

## Obsada
Źródło: FilmPolski.pl
- Grażyna Szapołowska – Urszula Zyro
- Maria Pakulnis – Joanna Stach, żona Dariusza
- Aleksander Bardini – mecenas Mieczysław Labrador
- Jerzy Radziwiłowicz – „duch”, mecenas Antoni Zyro
- Artur Barciś – Dariusz Stach, więzień polityczny
- Michał Bajor – Mietek, aplikant Labradora
- Marek Kondrat – Tomek, przyjaciel Zyrów
- Tadeusz Bradecki – hipnotyzer
- Daniel Webb – Amerykanin
- Krzysztof Krzemiński – Jacek, syn Zyrów
- Marzena Trybała – Marta Duraj
- Adam Ferency – „Rumcajs”, działacz opozycji
- Elżbieta Kilarska – matka Antka
- Jerzy Kamas – sędzia Biedroń
- Hanna Dunowska-Hunek – Justyna, działaczka opozycji
- Jan Tesarz – ojciec Joanny, działacz partyjny
- Andrzej Szalawski – adwokat, znajomy Labradora
- Jacek Domański – działacz opozycji, znajomy Stachów
- Katarzyna Figura – asystentka hipnotyzera

## Produkcja

### Prace przygotowawcze, obsada

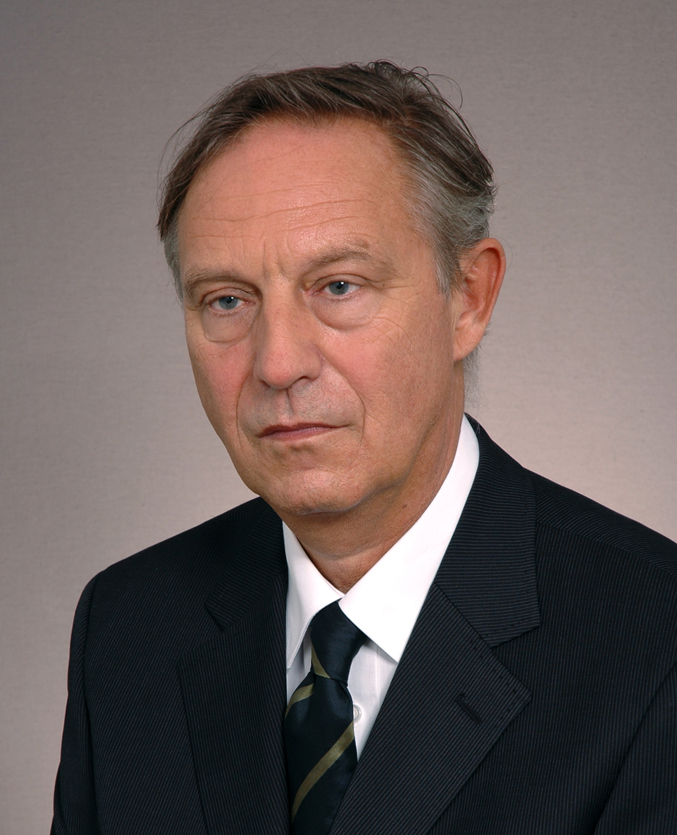
Krzysztof Piesiewicz, współscenarzysta filmu (2005)

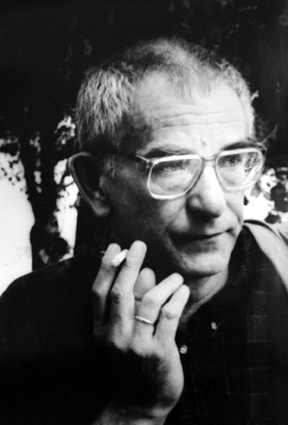
Krzysztof Kieślowski, reżyser i współscenarzysta filmu (1994)

Bez końca jest pierwszym filmem, przy którym Kieślowski współpracował z adwokatem i scenarzystą Krzysztofem Piesiewiczem. Piesiewicz uczestniczył w trakcie stanu wojennego w procesie działaczy Konfederacji Polski Niepodległej w lutym 1982. Dwa lata później kolega Piesiewicza z pracy, Jerzy Woźniak, umarł z powodu raka. To właśnie los Woźniaka zainspirował Piesiewicza przy współautorstwie scenariusza. Istotna dla Piesiewicza była również gorzka wypowiedź Karola Modzelewskiego na łamach „Tygodnika Powszechnego”, odzwierciedlająca stan ducha podziemia solidarnościowego po stanie wojennym: „Nagle widzę, że tamtej «S» już nie ma. Niby są podobni ludzie, ale nie ma tego ducha. Rozjechał go gąsienicami czołgów Wojciech Jaruzelski, wprowadzając stan wojenny. Od 13 grudnia 1981 r. nie mieliśmy już w Polsce «Solidarności»”. Piesiewicz komentował te słowa jako „przemyślane i poparte wielkim doświadczeniem potwierdzenie prawdziwości naszego filmowego opisu tamtego trudnego czasu”. Dlatego też, ucząc się pisania scenariusza od Kieślowskiego, zawarł w filmie doświadczenia ze swojego zawodu.
Rolę mecenasa Zyra Kieślowski przeznaczył dla Jerzego Radziwiłowicza, niegdysiejszego bohatera Człowieka z żelaza (1981) Andrzeja Wajdy, który to film był kwintesencją ruchu solidarnościowego. Śmierć bohatera granego przez Radziwiłowicza w Bez końca zdaniem Piesiewicza „oznaczała śmierć «człowieka z żelaza»”. Mimo to twórcy proponowali zakończenie filmu dostarczające pewnej nadziei, zgodne z personalizmem chrześcijańskim, czego wyrazem miał być pierwotny tytuł scenariusza: Szczęśliwe zakończenie. Adwokat przekonywał, iż Bez końca miał być podświadomym początkiem zmiany tematyki filmów Kieślowskiego: „Podświadomie proponujemy pewien kierunek rozwoju zdarzeń po Bez końca, filmie mocno skupionym na polskich sprawach – przestrzeń zagadnień uniwersalnych”.
Kieślowski już znacznie później twierdził, że Piesiewicz uwrażliwił go także na sposób portretowania kobiet w filmach reżysera:
Kiedyś mnie w Polsce strasznie krytykowano, że robię z kobiet płaskie postacie, bezwymiarowe i bez zrozumienia istoty kobiecości. […] W Personelu nie było właściwie kobiet. W Spokoju, w Amatorze, w Bliźnie […] jeżeli były, to bardzo złe. W Przypadku kobiety były właściwie tylko towarzyszkami życia bohatera. Być może to był powód, dla którego pomyślałem, że zrobię film o kobiecie z punktu widzenia kobiety.

### Zdjęcia
Zdjęcia do Bez końca wykonał wieloletni współpracownik Kieślowskiego, Jacek Petrycki, który początkowo z entuzjazmem odnosił się do projektu. Jednakże na etapie montażu filmu Petrycki poróżnił się z Kieślowskim o brak sceny, w której syn Urszuli dołącza do wielkiego manifestującego tłumu solidarnościowców. Petrycki ze względu na wycięcie owej sceny nie mógł wybaczyć Kieślowskiemu ustępstw na rzecz władzy i zerwał z nim dalszą współpracę.

## Odbiór

### Frekwencja i krytyka w chwili premiery
Bez końca został zaakceptowany przez cenzurę i dopuszczony do premiery 17 czerwca 1985 przy ograniczonej dystrybucji, przy jednoznacznej dezaprobacie zarówno środowisk komunistycznych, jak i opozycyjnych. Komunistyczni publicyści oskarżali Kieślowskiego i Piesiewicza o antysocjalistyczną postawę. Przykładowo Zygmunt Wiśniewski z partyjnej „Trybuny Ludu” dowodził, że film gloryfikuje postawę osób przeciwnych stanowi wojennemu, który rzekomo „naprawdę wprowadzony był w ich interesie”. Czesław Dondziłło z „Filmu” wykpiwał filmowy portret konspiracyjnego podziemia „pełnego ludzi czystych i łagodnych”, a samą postać graną przez Radziwiłłowicza porównał do „duchów ze spirytystycznych seansów u cioci na imieninach”. Zygmunt Kałużyński w recenzji dla „Polityki” atakował reżysera za to, że Bez końca jest zniewagą dla wszystkich: „Dla «Solidarności», bo jej reprezentant […] jest debilem, przyznającym się do braku poglądów. Dla władzy, ponieważ okazuje się oportunistyczną […]. Dla wszystkich innych, gdyż radzi im samobójstwo”. Natomiast w podziemnych kręgach zarzucano twórcom rzekomą współpracę z komunistyczną dyktaturą. Kościół rzymskokatolicki z kolei potępiał Bez końca za aurę beznadziei, dosłowne przedstawienie przygodnego seksu oraz samobójstwa głównej bohaterki, wreszcie zaś – za ukazanie miłości do zmarłego męża jako silniejszej od miłości macierzyńskiej . Widownia jednak na ogół nie bojkotowała filmu; Bez końca obejrzało w kinach około 200 tysięcy widzów.

### Ocena po latach
Paul Coates w recenzji z 1988 próbował zrehabilitować Bez końca, wskazując powiązania filmu z podobnie spirytualnymi, pogrążonymi w beznadziei dramatami Adama Mickiewicza (Dziady) oraz Stanisława Wyspiańskiego (Wesele), które jednak niosły podskórne przesłanie polityczne . Eric Derobert z pisma „Positif” również odczytywał Bez końca jako film o ukrytym przesłaniu politycznym, argumentując, iż „dzięki duchowi Antka w tle, Jerzy Radziwiłowicz staje się znowu rzecznikiem Solidarności, w najcięższych czasach wojskowej dyktatury. Czekać, patrzeć i chronić minimum”. Marek Haltof w artykule z 2003 rozwijał argumentację Coatesa. Zdaniem Haltofa Kieślowski, podobnie jak Mickiewicz oraz Wyspiański, miałby ukazywać niemożność przezwyciężenia ciężaru przeszłości: „Martwy prawnik, jedna z wielu zjaw z zawiłej historii narodu, służy przypomnieniu przeszłości. Sama jego obecność przynosi nadzieję na przyszłość” . Tadeusz Sobolewski, jeden z sympatyków filmu, zauważył, iż „w tym filmie Kieślowski dzieli się z nami swoim własnym dramatem, szukaniem nadziei i swoim poniżeniem” . Bez końca według Sobolewskiego odzwierciedlał ponury nastrój Polski po stanie wojennym, czego wyrazem miał być cytowany w filmie wiersz Ernesta Brylla: „I nie wiem nawet, jak to się zrobiło, że się zmieniłem z wilczka w psa wyliniałego” . Jonathan Rosenbaum w recenzji dla „Chicago Readera” twierdził, że „mimo niezręcznej i niepotrzebnej ramy narracyjnej z udziałem ducha prawnika, jest to film lapidarny, sugestywny i ostry, z soczystymi kreacjami Bardiniego i Szapołowskiej”. Recenzja na łamach „Time Out” akcentowała przede wszystkim polityczny wymiar filmu: „Kino zachodnie może sobie pozwolić na luksus politycznej apatii, jeśli tylko zechce; to pokrzepiające, że z zamkniętego świata wciąż może wyłonić się film płonący namiętną postawą wobec systemu. I to w dodatku taki, w którym jest jeszcze miejsce na czułość, zadumę i wycieczkę w sferę ducha”.
Slavoj Žižek interpretował film Kieślowskiego i Piesiewicza jako zapowiedź filmu Trzy kolory. Niebieski (1993), cechującego się podobnym zawiązaniem akcji (tragiczną śmiercią męża bohaterki), lecz różniącego się jej rozwiązaniem: „Rozczarowanie jest więc przeciwieństwem Niebieskiego: samobójstwo zamiast udanego powrotu na scenę społeczną – co oznacza, że Bez końca i Niebieski należy czytać razem”. W takim rozumieniu według Žižka Bez końca i Niebieski cechują się podobną grą z wariantami losu ludzkiego, co Podwójne życie Weroniki (1991).

## Znaczenie
Marek Haltof w monografii poświęconej Kieślowskiemu podkreślał znaczenie Bez końca: „Pomimo ważnego tematu i obecności znanych polskich aktorów, Bez końca nie zdobył popularności, na jaką zasługuje. Jest jednak ważnym dziełem w dorobku Kieślowskiego i w kontekście polskiego kina”. Właśnie od tego filmu zaczęła się stała współpraca Kieślowskiego z Krzysztofem Piesiewiczem oraz kompozytorem Zbigniewem Preisnerem, która miała zdefiniować dojrzałą fazę twórczości Kieślowskiego.